# 阿什蘭 (新罕布什爾州)
阿什蘭（英語：Ashland）是一個位於美國新罕布什爾州格拉夫頓縣的鎮。

## 人口
根據2020年美國人口普查的數據，阿什蘭的面積為30.50平方千米，當中陸地面積為29.10平方千米，而水域面積為1.40平方千米。當地共有人口1938人，而人口密度為每平方千米64人。